# Sergio Salomón Céspedes
Sergio Salomón Céspedes Peregrina (Tepeaca, Puebla; 18 de abril de 1969) es un político y abogado mexicano, miembro del partido Morena. Fue gobernador de Puebla, en calidad de sustituto, entre 2022 y 2024.
Anteriormente, fue presidente municipal de Tepeaca de 2018 a 2021 y diputado del Congreso del Estado de Puebla de 2014 a 2018 y de 2021 a 2022. En octubre de 2024, se anunció su designación como titular del Instituto Nacional de Migración; cargo que asumió el 1 de mayo de 2025.

## Biografía

### Primeros años
Sergio Salomón Céspedes nació el 18 de abril de 1969 en Tepeaca, Puebla. Estudió la licenciatura en derecho en la Universidad del Valle de Puebla. Inició su carrera política en 1986 como militante del Partido Revolucionario Institucional (PRI), en donde ocupó diversos cargos administrativos. Fue presidente del Club Rotario de Tepeaca de 2005 a 2006 y secretario de la misma organización de 2007 a 2010.

### Trayectoria política
En las elecciones estatales de 2013 se postuló por el Partido Revolucionario Institucional como diputado local por el distrito 18, con cabecera en Acatzingo. Ocupó el escaño en la LIX Legislatura del Congreso del Estado de Puebla de enero de 2014 a septiembre de 2018. Fue presidente de la mesa directiva del Congreso de agosto de 2015 a enero de 2016 y presidente de la comisión de derechos humanos. En enero de 2018 abandonó su militancia en el Partido Revolucionario Institucional.
En las elecciones estatales de 2018 fue postulado como presidente municipal de Tepeaca por el partido Movimiento Ciudadano (MC), con el respaldo del Partido Acción Nacional (PAN), el Partido de la Revolución Democrática (PRD) y el partido Pacto Social de Integración (PSI). Ocupó el cargo de octubre de 2018 a septiembre de 2021.
En las elecciones estatales de 2021 fue postulado como diputado estatal por el distrito 13, con cabecera en Tepeaca, por la coalición Juntos Hacemos Historia, integrada por el partido Movimiento Regeneración Nacional, el Partido del Trabajo y el partido Nueva Alianza Puebla. Se incorporó a la LXI Legislatura el 15 de septiembre de 2021 como legislador de Morena. Fue nombrado coordinador de la bancada de Morena y presidente de la junta de gobierno del Congreso. En julio de 2022 anunció su interés en ser candidato a gobernador del estado en las elecciones estatales de 2024.

### Gobernador de Puebla
El 13 de diciembre de 2022 falleció el gobernador del Estado de Puebla, Miguel Barbosa. Su cargo fue ocupado provisoriamente por Ana Lucía Hill Mayoral como encargada de despacho. En la noche del 14 de diciembre Sergio Salomón Céspedes pidió licencia para separarse de su cargo como diputado local. A las 00:18 horas del 15 de diciembre fue designado por la LXI Legislatura del Congreso del Estado de Puebla como gobernador sustituto, con 38 votos a favor y uno en contra. Tomó protesta del cargo a las 01:30 horas de ese mismo día, con el mandato legal de concluir el periodo de gobierno hasta 2024.
El nombramiento de Sergio Salomón Céspedes fue criticado por la premura con la que se realizó, al ser designado menos de 48 horas después de la muerte del gobernador Barbosa y antes de que fuese sepultado. Horas antes de su nombramiento, el presidente nacional del partido Movimiento Regeneración Nacional, Mario Delgado Carrillo, le pidió al congreso estatal que «tengan tantito respeto por la memoria de nuestro compañero Miguel Barbosa que todavía no es sepultado y ya quieren nombrar gobernador sustituto». El diputado federal del Partido del Trabajo, Gerardo Fernández Noroña, se refirió a Céspedes como «buitre» por la forma en que fue designado.